# Le Frecce

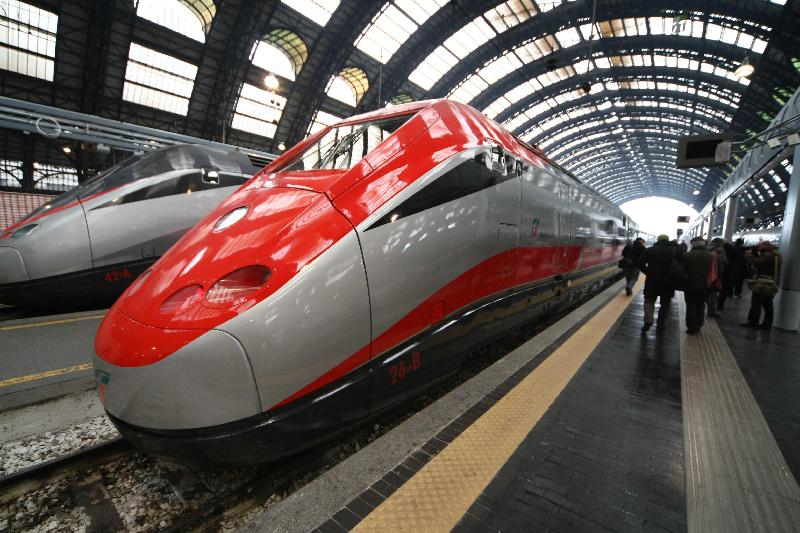
Високошвидкісний поїзд Frecciarossa серії ETR 500 на центральному вокзалі Мілана

Le Frecce — мережа швидкісних поїздів італійського державного залізничного перевізника Trenitalia.
Є однією з найстаріших та найрозвиненіших систем високошвидкісного сполучення у світі.
Потяги «Le Frecce» сполучили практично всі великі міста континентальної Італії, використовуючи як основні залізничні лінії загального призначення, так і побудовані спеціально для них високошвидкісні магістралі, на яких максимальна експлуатаційна швидкість сягає 300 км/год.
До 2012 року мережа мала назву Eurostar Italia.

## Історія
Італія однією з перших почала розвивати високошвидкісні залізничні перевезення.
В 1953 році між Римом і Міланом почав курсувати швидкісний електропоїзд «Settebello», який долав 630-кілометровий шлях через Флоренцію та Болонью трохи більш ніж за 6 годин.
Потяг надавав найвищий рівень комфорту, у складі були вагони лише першого класу, оснащені кондиціонером, телефоном та душем, а також засклений панорамний салон у головному вагоні
.
Максимальна швидкість поїзда на маршруті досягала 150 км/год, середня маршрутна швидкість за весь час роботи поступово збільшувалася і в 1978 році становила 113,9 км/год.
.
«Settebello» пропрацював до 1984 року, коли йому на зміну запровадили швидкісний поїзд на локомотивній тязі «Colosseum» (Колізей). Аналогічні поїзди на локомотивній тязі, починаючи з 1960-х років, стали курсувати і за іншими важливими напрямками.

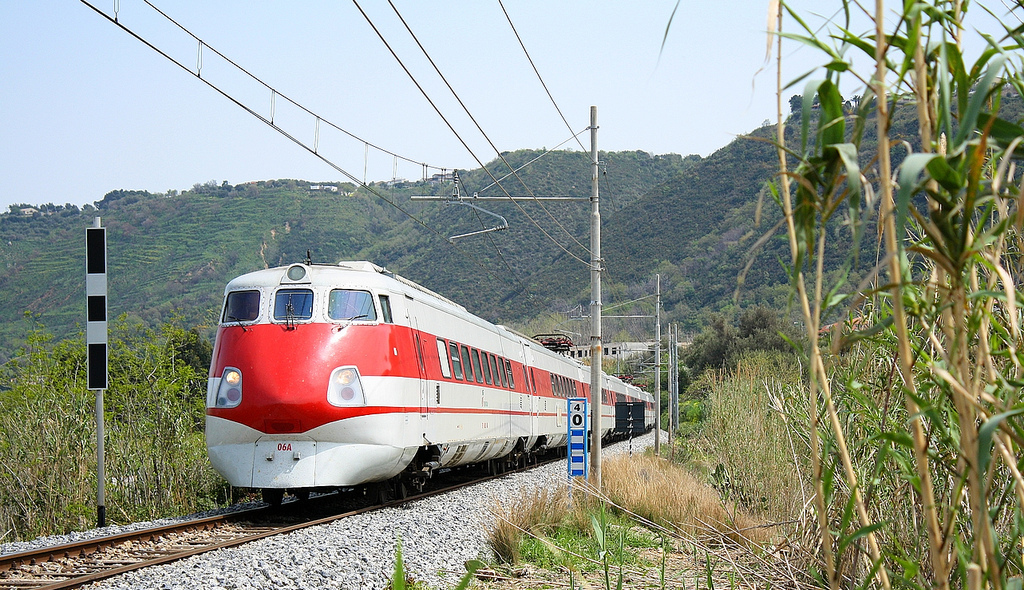
Швидкісний електропоїзд ETR 450 Pendolino

Основною проблемою розвитку високошвидкісного сполучення в Італії тривалий час були гірські дистанції з великою кількістю дуг малого радіусу, які неможливо пройти на великій швидкості.
Наприкінці 1960-х років почалися експерименти із системою «Pendolino», що дозволяє автоматично нахиляти кузов вагона щодо вертикальної осі під час проходження поворотів.
Така система зміщує центр ваги та компенсує відцентрову силу, дозволяючи безпечно та комфортно проходити повороти з більшою швидкістю.
Експериментальний склад ETR 401 був побудований в 1975 році і працював деякий час на маршруті Рим — Анкона.
В 1985 році розпочато серійне виробництво електропоїзда ETR 450, де було успішно реалізовано цю технологію.
ETR 450 було введено в експлуатацію в 1989 році і долав відстань між Міланом та Римом вже менш ніж за 4 години.
Технологія була викуплена компанією «FIAT Ferroviaria» (пізніше — «Alstom») і продовжувала вдосконалюватися.
Поїзди з системою «Pendolino», крім Італії, набули поширення в Португалії, Чехії, Фінляндії тощо
.
Радикальним вирішенням проблеми дуг малого радіусу та збільшення пропускної спроможності стало будівництво спеціалізованих високошвидкісних магістралей.
Італія є першою в Європі і другою у світі (після Японії, див. Сінкансен) країною, що приступила до їх спорудження
.
З 1970 року розпочалося будівництво 254-кілометрової лінії «Direttissima» між Римом та Флоренцією.
Перша черга була введена в експлуатацію в 1977 році, а 26 травня 1992 лінія була відкрита повністю.
Ця лінія призначена виключно для високошвидкісних пасажирських поїздів з максимальною експлуатаційною швидкістю 250 км/год
.
25 травня 1989 року на лінії «Direttissima» дослідний склад ETR X 500 розігнався до швидкості 319 км/год і встановив рекорд швидкості для поїздів італійського виробництва
.
В 1997 році високошвидкісні потяги компанії «Trenitalia» були об'єднані під маркою «Eurostar Italia».
В 2000-х роках будівництво спеціалізованих високошвидкісних ліній було продовжено.
На початок 2020-х вони сполучені в 907-кілометровий коридор Турин — Мілан — Болонья — Флоренція — Рим — Неаполь — Салерно з максимальною швидкістю руху 300 км/год (на дистанції Рим — Флоренція та Неаполь — Салерно — не більше 250 км/год).
Весь маршрут із північного заходу на південь долається приблизно за 5,5 годин.
Продовжується будівництво високошвидкісної лінії між Міланом та Венецією
.
В 2012 році мережа високошвидкісних поїздів зазнала ребрендингу: замість єдиного сервісу «Eurostar Italia» виникла мережа «Le Frecce», поділена на три категорії.
Крім того, в 2012 році розпочав роботу незалежний комерційний перевізник «Nuovo Trasporto Viaggiatori» (NTV), що здійснює високошвидкісні перевезення під маркою «.italo» за тими ж основними напрямками.
В 2018 році «Trenitalia» почала виконувати комерційні високошвидкісні вантажні перевезення між терміналами в Казерті та Болоньї поїздами «FS Class ETR 500»..
18 грудня 2021 року мережа «Le Frecce» вперше розширилася за межі Італії: поїзди Frecciarossa стали курсувати між Італією та Францією за маршрутом Мілан — Турин — Ліон — Париж.
Цим же маршрутом працюють поїзди TGV французького національного перевізника SNCF
.
Крім того, в 2021 році запущено рух швидкісних поїздів «Frecciabianca» на Сицилії за маршрутом Мессіна — Катанія — Палермо.
Цей маршрут проходить без використання спеціалізованих ліній
.

## Мережа «Le Frecce»
Залежно від напрямку, максимальної швидкості та рівня сервісу швидкісні потяги «Le Frecce» має поділ на три категорії: «Frecciarossa» (італ. «Червона Стріла»), «Frecciargento» (італ. «Срібна Стріла») та «Frecciabianca» (італ. «Біла Стріла»).

### Frecciarossa

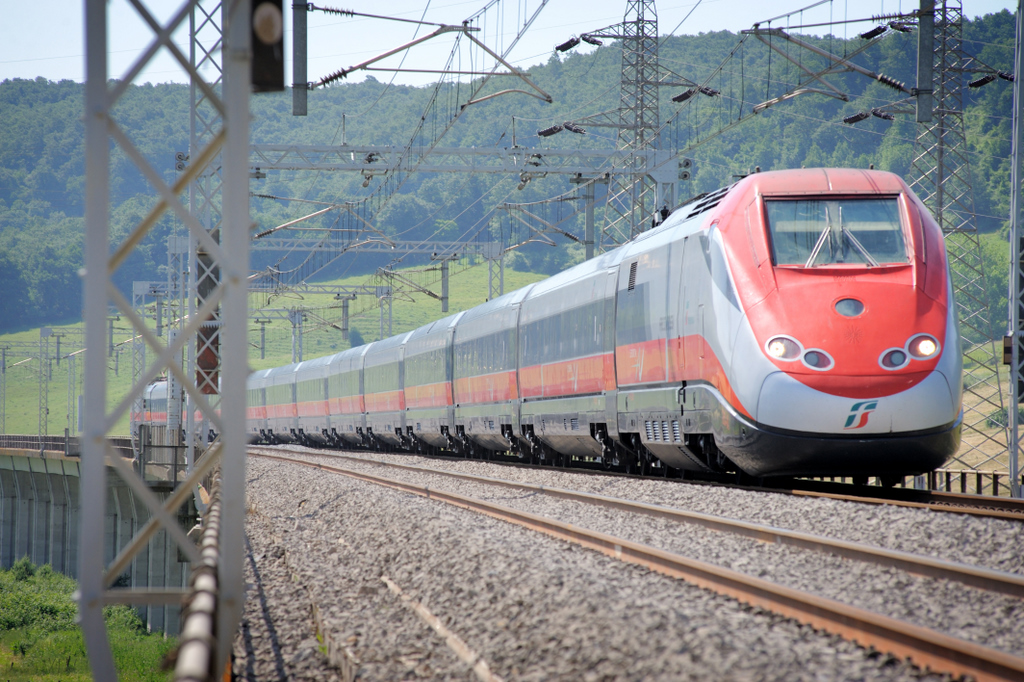
Потяг Frecciarossa серії ETR 500

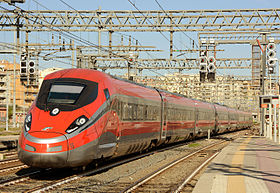
Потяг Frecciarossa серії ETR 1000

Потяги «Frecciarossa» — найшвидші та комфортабельніші.
Їхні маршрути проходять в основному спеціалізованими високошвидкісними лініями, де вони розвивають максимальну швидкість 300 км/год. Перевезення виконуються поїздами на локомотивній тязі серії ETR 500 і електропоїздами ETR 1000.
Потяги мають вагони 4 класів: Executive, Business, Premium і Standard, а також вагон-ресторан
.
Напрямки поїздів Frecciarossa (станом на 2021 р.):
- Турин — Мілан — Реджо-Емілія — Болонья — Флоренція — Рим — Неаполь — Салерно (головний високошвидкісний коридор) — більше 110 пар поїздів на день, а також додаткові до міст Ареццо, Перуджа, Брешіа, Потенца, Таранто та Реджо-ді-Калабрія, іноді призначаються поїзди до гірськолижних курортів Бардонеккія та Улькс;
- Венеція — Падуя — Болонья — Флоренція — Рим — Неаполь — Салерно — до 26 пар поїздів на день;
- Бергамо — Брешіа — Верона — Болонья — Рим — 2 поїзди на день;
- Трієст/Удіне — Венеція — Падуя — Віченца — Верона — Брешіа — Мілан — 48 пар поїздів на день, у тому числі додаткові до Турину та Генуї;
- Турин/Мілан — Реджо-Емілія AV — Болонья — Ріміні — Анкона — Пескара — Фоджа — Барі — Лечче — 6 пар поїздів на день[9].
- Мілан — Турин — Модан — Шамбері — Ліон — Париж (міжнародний маршрут) — не менше 2 пар поїздів на день[7].

Більшість цих маршрутів дублюють лінії .italo конкуруючого перевізника NTV
.

### Frecciargento

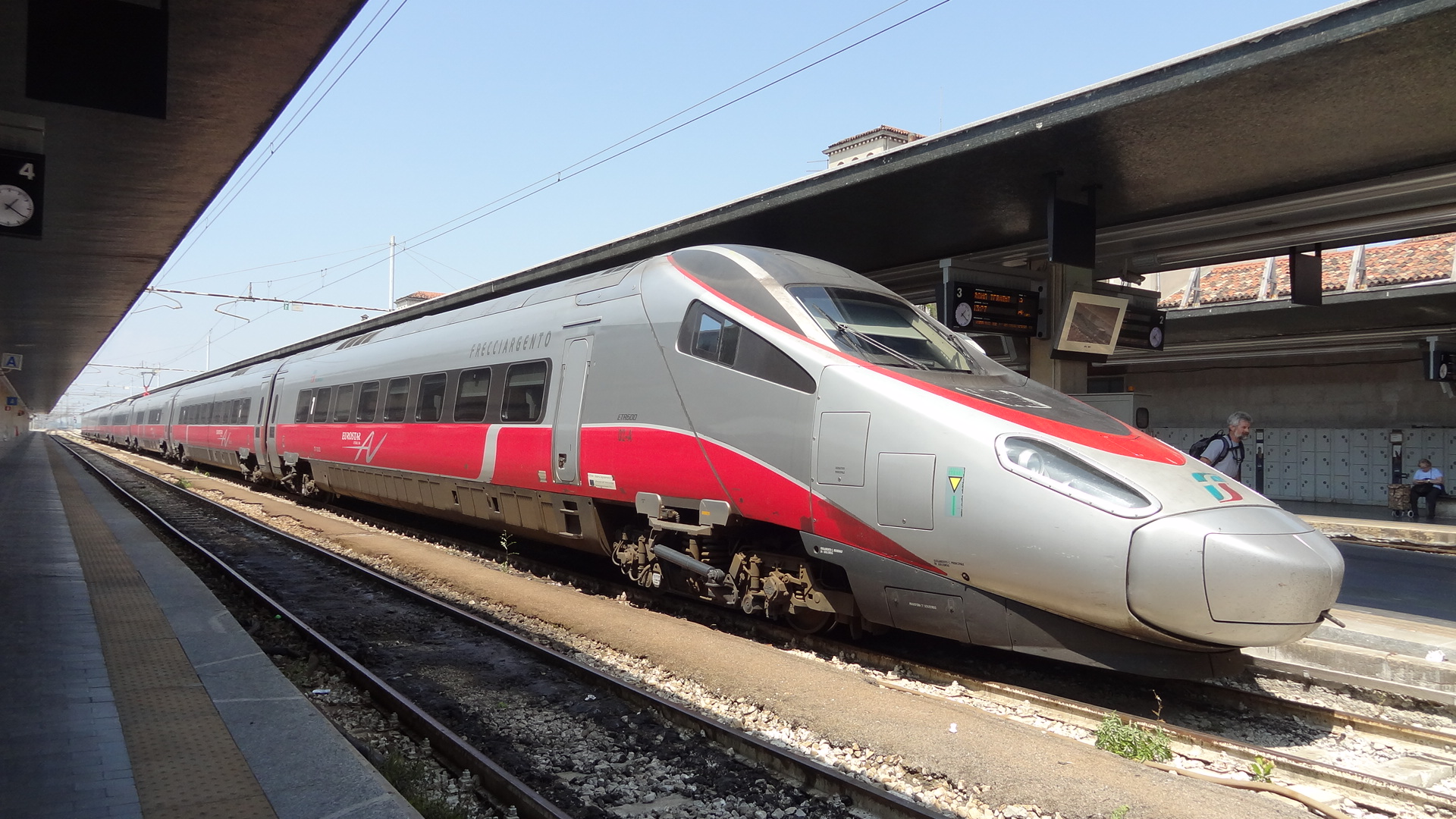
Потяг Frecciargento серії ETR 600

Ці потяги здатні розвивати максимальну швидкість 250 км/год.
На лініях Frecciargento працюють переважно склади лінійки «Pendolino»: ETR 485, ETR 600, ETR 610, ETR 700.
Є 3 класи вагонів: Business, Premium та Standard, з них один вагон обладнаний бістро.
Напрямки руху поїздів «Frecciargento» (станом на 2021 р.):
- Рим — Флоренція — Болонья — Падуя — Венеція — 14 пар поїздів, у тому числі додаткові до Трієста та до аеропорту Рим-Ф'юмічіно;
- Рим — Флоренція — Болонья — Верона з продовженням у Бергамо, Больцано або Віченцу — всього 14 пар поїздів (тут і далі наведено обсяги руху на день);
- Рим — Флоренція — Болонья — Модена — Карпі — Мантуя — 2 пари поїздів;
- Мілан — П'яченца — Модена — Болонья — Ріміні — Анкона — Пескара — Барі — Лечче — всього 14 пар поїздів;
- Рим — Неаполь — Фоджа — Барі — Лечче — всього 10 пар поїздів;
- Аеропорт Рим-Ф'юмічіно — Рим — Флоренція — Піза — Ла-Спеція — Генуя — всього 2 пари поїздів;
- Рим — Неаполь — Салерно — Паола — Ламеція-Терме — Реджо-ді-Калабрія — всього 4 пари поїздів[11].

### Frecciabianca

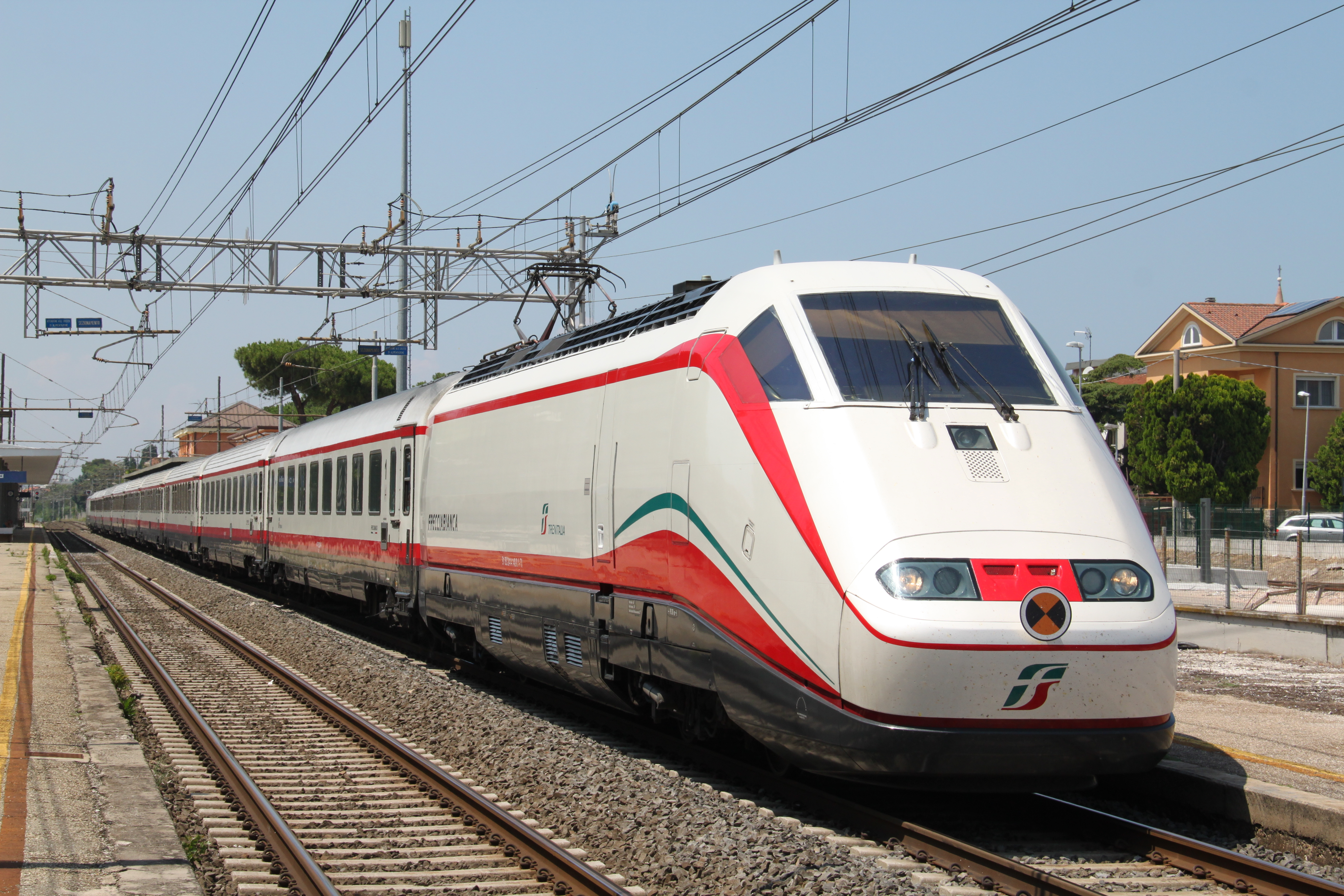
Потяг Frecciabianca з електровозом серії FS E.414

Ці поїзди пересуваються лише лініями загального призначення з максимальною швидкістю 200 км/год. Перевезення на лініях Frecciabianca здійснюють електропоїзди Pendolino старих типів (ETR 460, ETR 463, ETR 470) та поїзди на локомотивній тязі з електровозами серій FS Class E.414 та FS Class E.402.
Напрямки поїздів Frecciabianca (станом на 2021 р.):
- Рим — Генуя вздовж узбережжя — 12 пар поїздів на день, у тому числі додаткові до Турину та Мілану;
- Мілан — Генуя — Вентимілья — 2 пари на день;
- Венеція — Падуя — Болонья — Ріміні і далі вздовж узбережжя до Лечче — 4 пари поїздів;
- Рим — Терні — Фоліньйо — Пезаро — Ріміні — Равенна — 2 пари поїздів
- Мессіна — Катанія — Палермо — 1 пара на день[12].

## Інфраструктура

Мережа високошвидкісних ліній на мапі Італії

В Італії створено мережу спеціалізованих високошвидкісних залізниць, де поїзди Frecciarossa та Frecciargento можуть розвивати максимальну швидкість 250—300 км/год.
Вони прокладені, як правило, паралельно лініям загального призначення, не мають однорівневих перетинів, обладнані безстиковою колією, контактною мережею спеціальної конструкції, як СЦБ використовується Європейська система управління рухом поїздів другого рівня (ETCS-2).
Радіус дуги на лініях становить 3000 м і більше.
Особливо виділяється гірська дистанція Болонья — Флоренція, на якій 74 з 79 км проходить у тунелях під Апеннінами
.
Лінії та підходи до них електрифіковані, причому на дистанціях Турин — Мілан, Мілан — Болонья, Болонья — Флоренція та Рим — Неаполь використовується система електрифікації 25 кВ 50 Гц змінного струму, відмінна від прийнятої на решті залізничної мережі 3 кВ постійного струму.
Тому на них допускається використання тільки двосистемного рухомого складу.
Є службові з'їзди на лінії загального призначення.
Мережа високошвидкісних ліній утворює два коридори: Мілан — Салерно (північ — південь) і Турин — Венеція (північний захід — північний схід).
Довжина першого складає 782 км, його будівництво було повністю завершено в 2009 році.
Коридор Турин — Венеція станом на 2020 рік, діє частково, продовжується будівництво дистанції між містами Брешіа та Падуя
..
Крім поїздів Frecciarossa та Frecciargento державної компанії Trenitalia, високошвидкісні лінії також використовуються поїздами .italo комерційного перевізника NTV.
Маршрути французької національної високошвидкісної мережі TGV та інших іноземних перевізників, що заходять у північні регіони Італії, проходять звичайними лініями.
Поїзди Le Frecce використовують переважно ті ж залізничні вокзали, що й інші поїзди.
У Реджо-нель-Емілії, Болоньї та Неаполі на високошвидкісних лініях побудовано окремі вокзали
.